# 岩塚村 (愛知県)
岩塚村（いわつかむら）は、愛知県愛知郡にあった村。現在の名古屋市中川区・中村区の一部にあたる。

## 地理
庄内川の東岸の沖積平野に位置していた。

## 歴史
- 江戸時代は尾張藩領、大代官所支配であった[2]。
- 1889年（明治22年）10月1日、町村制の施行により、愛知郡岩塚村が単独で村制施行し、岩塚村が発足[1][2]。大字は編成せず[2]。
- 1906年（明治39年）5月10日、愛知郡柳森村、松葉村と合併し、常磐村を新設して廃止された[1][2]。合併後は、常磐村岩塚となる[2]。

### 地名の由来
岩のあるスカ（砂地・州の意）、または古墳に由来か。

## 産業
- 農業[2]

## 教育
- 1873年（明治6年）篠田政忠控家に小学時雍学校開校[2]。1876年（明治9年）岩塚学校に改称[2]。1887年（明治20年）尋常小学岩塚学校（現名古屋市立岩塚小学校）となる[2]。

## 名所・旧跡
- 七所社[2]